# Релігія Стародавнього Єгипту
Релігія Стародавнього Єгипту — релігійні вірування і ритуали, що практикувалися в Стародавньому Єгипті, починаючи з додинастичного періоду і до прийняття християнства. За свою багатотисячолітню історію староєгипетська релігія пройшла через різні етапи розвитку: від Раннього, Стародавнього, Середнього і Нового царств до пізнього греко-римського періоду. В останньому відбулося часткове змішання єгипетської та грецької і римської релігій.

## Основні відомості

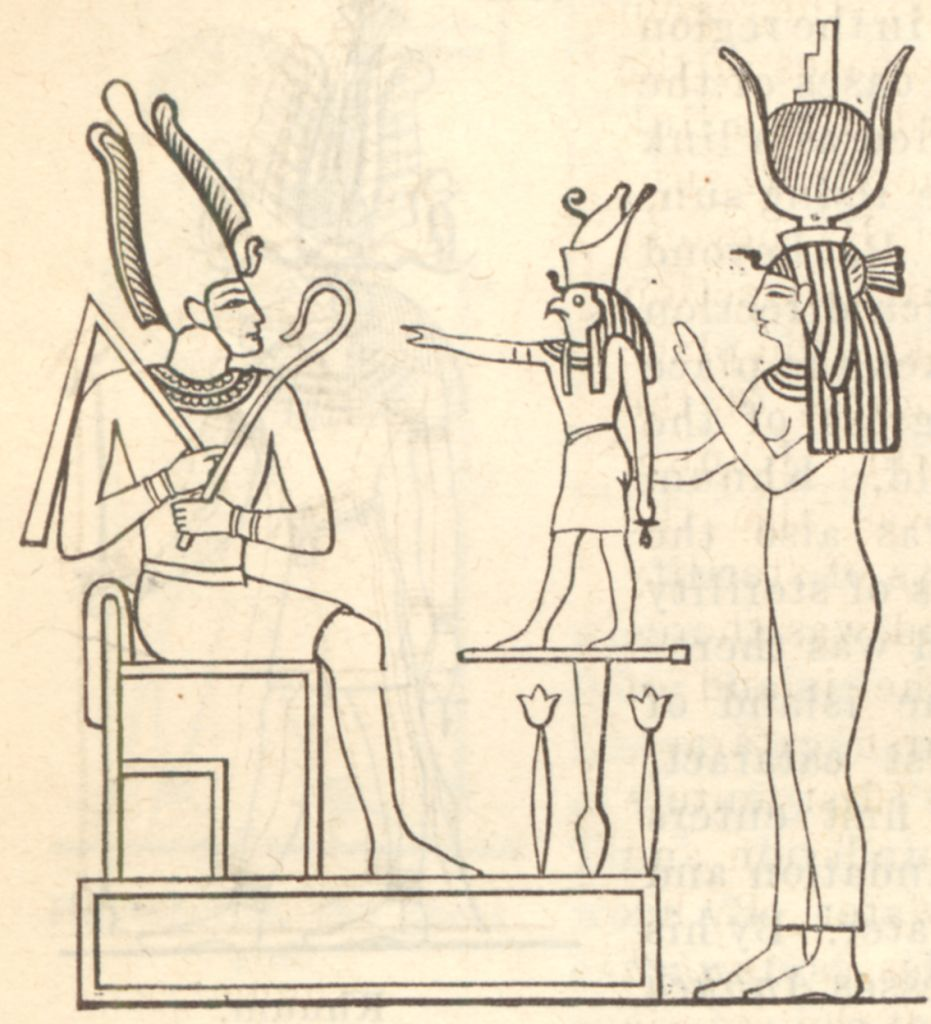
Тріада Осіріс, Гор, Ісіда

Зображення численних божеств, знайдені в стародавніх єгипетських монументальних спорудах, викликали ряд серйозних розбіжностей в думках з приводу віросповідання давніх мешканців цього регіону. В кожному номі, на які поділявся Єгипет, шанували окремий пантеон на чолі з тріадою головних богів, що не порушувало божественної єдності, як і поділ Єгипту на провінції не порушував центральну владу. Так само в номах існували культи свого бога, котрий вважався верховним, йому приписувалися створення світу, дарування благ.
В наш час більшість науковців-єгиптологів поділяють думку, що чисельні божества єгипетських храмів потрібно вважати посередниками чи втіленням вищої істоти, єдиного Бога, якому поклонялись жерці, посвячені мудреці, що жили при храмі. На вершині єгипетського пантеону посідає єдиний непізнаваний Бог. Він породжує сам себе в безкінечності Всесвіту і має всі атрибути божественності. Найпоширенішим іменем цього Бога, судячи з гімнів, було Амон Ра.
Щоб полегшити народу віру в єдиного Бога, жерці виражали його атрибути і його різноманітні втілення у вигляді чуттєвих образів. Один з найдосконаліших образів Бога був преставлений у вигляді сонця з його головними характеристиками: формою, світлом, теплом. Душа сонця називалась Амон, або Ра, що значить «приховане (невидиме, незриме) сонце». Теологи цієї релігії, особливо за Нового царства, вбачали за діями різних богів прояви єдиного, чи тих самих богів як виконавців волі істоти, яка стоїть поза пантеоном. Жерці тлумачили, що будь-яке ім'я будь-якого бога може служити для звернення верховному, хоча на практиці існували канони для різних номів.
Верховний бог в образі тріади божеств виступав одночасно Батьком, Матір'ю і Сином. Батько являє собою творчу силу, а Син — повторення Батька, підтверджує і виражає його вічні атрибути. Найголовніша тріада, або велика тріада Абідоса, складалась з Осіріса, Ісіди і Гора. Ця тріада була найпопулярніша у всьому Єгипті, оскільки Осіріс був втіленням Добра. Птах, Сехмет і Нефертум складали мемфіську тріаду; Амон, Мут і Хонсу — фівську. Проте трійця не була єдиною з догм, що зберігалась в Єгипті із первинних одкровень.
У священних книгах того часу зустрічається поняття перворідного гріха, спокутування гріхів, майбутнього воскресіння в плоті. В історії давньоєгипетської релігії відомо низку переворотів. Масштабна зміна пантеону і культу відбулася за Ехнатона. Цьому передував переворот Менеса, а задовго до нього Осіріса (V тисячоліття до н. е.). Деякі вчені вважають, що радикальні зміни в релігії відбулись в епоху Осіріса — фівського царя (4200 рік до н. е.), найтаємнішого із всіх правителів, при якому був повсюди затверджений монотеїзм. Пізніше, у віруваннях єгиптян, той самий Осіріс став очолювати всевишній суд над душами померлих.

## Єгипетський пантеон

Ра, бог Сонця

Найвідоміші боги:
- Амон — головне божество в період Нового царства (столиця у Фівах — сучасний Луксор);
- Анубіс — головний бог царства мертвих, покровитель бальзамування і некрополів;
- Апіс — священний бик, божество родючості;
- Бастет — богиня любові і веселості;
- Бес — покровитель сім'ї і материнства, охоронець від злих сил;
- Геб — уособлення землі;
- Ісіда (Ізіс) — головна богиня єгипетської міфології, дружина і сестра Осіріса, мати Гора;
- Мут — «Мати», дружина Амона;
- Осіріс — владика загробного світу, цар мертвих;
- Птах — бог-творець, що створив світ за допомогою слова;
- Ра — бог Сонця, в період Стародавнього царства вважався «батьком богів». Ра є узвичаєним його іменем, насправді звучало як Ра-т. З часом виникло розрізнення чоловічого уособлення сонця Ра-т і жіночого Ра-тауі;
- Сехмет — дружина Птаха, богиня війни;
- Хапі — бог Нілу, що дарує життя Єгипту;
- Хонсу — син Амона і Мут, представник «фівської тріади», бог Місяця, зцілитель;
- Хор (Хорус, Гор) — бог неба, син Ісіди;
- Шу — бог повітря, батько Геба і Нут
- Тот — бог мудрості і письма

## Жрецтво
Єгипетські жерці називали себе «аб» (чистий), або «хен нетер» (слуга бога, пророк за грецькими тлумаченнями). Кожне місто Єгипту мало колегію жерців, на чолі якої стояв верховний жрець. Кожна колегія мала свій титул для нього: Духовний Отець Воїнів у Мендесі, Великий Прозорливець у Геліополі тощо. В пізніші епохи поряд з верховним жерцем служила культу верховна жриця. При храмах служили жерці нижчого рангу, зазвичай не більше десяти.
Влада жерців була недоторканою, в кожному номі Єгипту вони мали незалежність. Не існувало верховного лідера серед жрецтва, і спроби встановити такого придушувалися. Фараони, їхні родичі та наближені особи могли отримувати жрецький сан при окремих великих святинях, певною мірою впливаючи на обстановку при них, але не у всій державі.

## Культи

### Культ священних тварин
В різних регіонах Єгипту існували культи сонця, неба і деяких тварин, що мешкали в Єгипті. Тільки в більш пізню епоху вони прийняли людські подоби, спочатку їх символами були рослини і тварини. Богиня Хатхор жила в дереві сикомора (фігове дерево); богиню Нейт, що народжувала дітей, залишаючись незайманою, зображали у вигляді щита з двома перехрещеними стрілами; Нефертум зображали у вигляді квітки лотоса. Проте найчастіше єгипетський бог уявлявся віруючими у подобі тварини: Гор — яструб; Тот — ібіс; Бастет — кішка; Хнум — баран.

Гор з головою сокола
Тот з головою ібіса
Хнум з головою бика
Баст з головою кішки

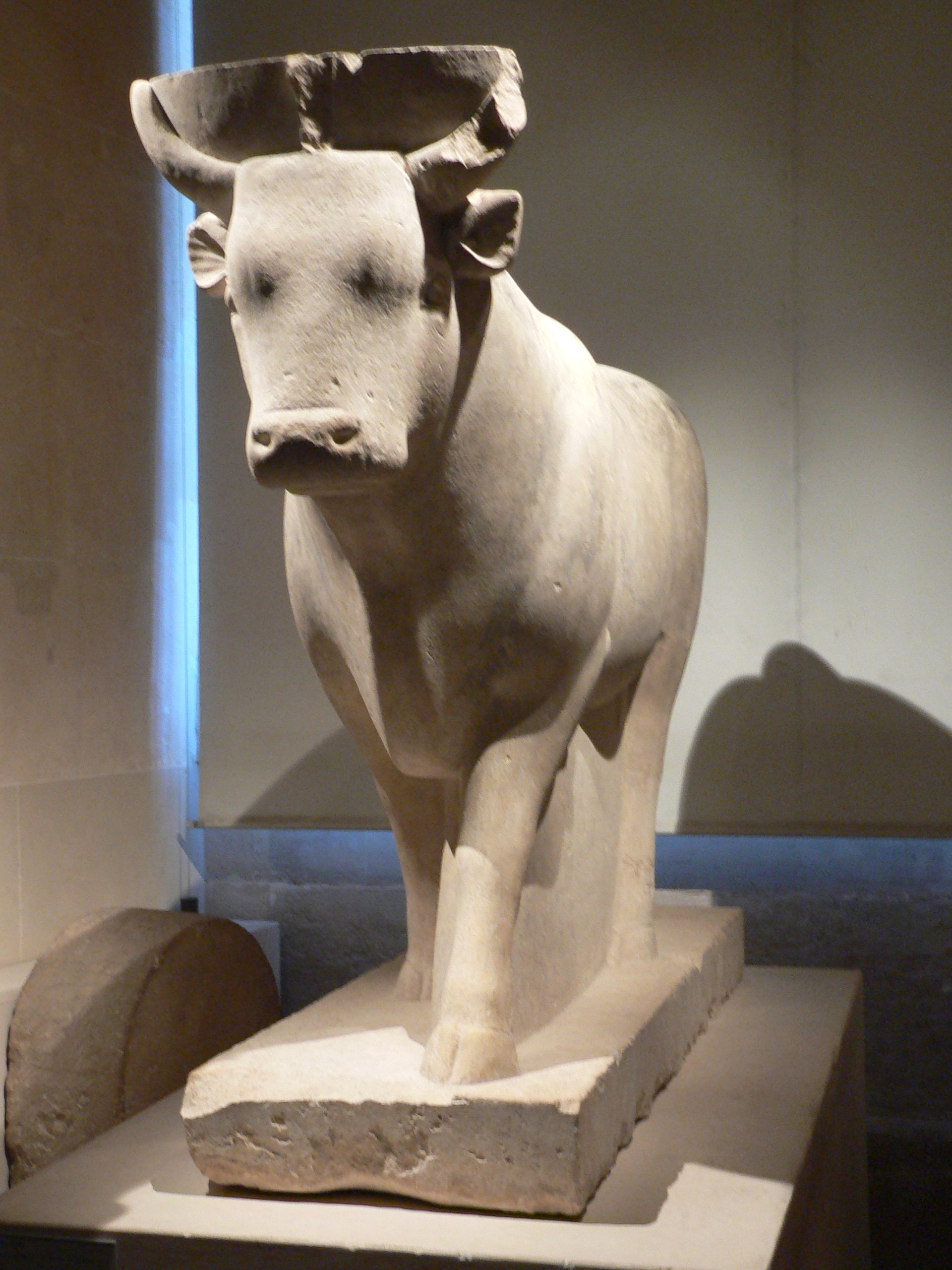
Скульптура бика Апіса, Лувр

Крім відправлення культу богам-тваринам, єгиптяни ще поклонялись тваринам, які були наділені визначеними якостями і відмічені особливими знаками. Цьому приклад культ Апіса — священного бика, що був шанований в Мемфісі. Щоб бика визнали священним, він мав володіти визначеними характеристикам, які могли знати тільки жерці. По смерті Апіса, жерці після тривалого посту починали пошуки нового Апіса, в якого на лобі мав бути білий трикутник, на шиї пляма, що нагадувала орла і інша пляма в формі молодого місяця на боці.
В Мемфісі Апіс жив у загоні перед храмом Птаха і там приймав підношення від тих, хто поклонявсь йому, його дії тлумачилися як пророцтва. До XIX династії кожен бик мав свою особливу гробницю. Потім Рамсес II наказав їх хоронити в загальному некрополі в Серапеумі.
В подяку за допомогу, яку надавали деякі птахи в землеробстві, стародавні єгиптяни вважали їх також священними. В Саккара існує некрополь священних птахів — ібісів. Ібіси повинні були мати голі, матово чорні голови і шиї, синювато-сірі лапи, чудове біле пір'я з окремими синьо-чорними пір'їнами на крилах. Живий ібіс був присвячений богу Тоту, після смерті його муміфікували і клали в глиняну посудину.
В Фівах існував особливий культ крокодила, який жив там приручений, вкрашений золотими сережками і каблучками, приймаючи від всіх знаки поваги і благоговіння. Проте, за твердженням Геродота, не у всіх містах Стародавнього Єгипту крокодил був священню твариною. В Елефантині і його околицях м'ясо крокодила навіть вживали у їжу.
В єгипетській релігії важлива роль відводилась кішкам, яка називалась «мяу», звуконаслідуючим словом, що перейшло на всі мови. Кішка, присвячена богині Бастет, уособлювала сонячне тепло. Її культ особливо процвітав в Нижньому Єгипті. Місто Бубаст (сьогоднішній Зігазіг), де був споруджений храм богині Бастет, було назване в її честь. Кішка вважалася настільки священною твариною, що навіть випадкове її вбивство вело до смертної кари. Величезна кількість забальзамованих мумій кішок була знайдена в Бені-Хасані.

### Культ святих місць
Найпоширенішими культовими спорудами були обеліски, присвячені сонцю. В епоху Нового царства їх витіснили невеликі піраміди. Також були поширені зрізані піраміди (мастаби), увінчані диском, присвячені Ра, Гору і Хатхор. Центром культу сонця було місто Ан, інакше знане як Па Ра (дім Ра), Бет-Шемеш чи Геліополь. За Дванадцятої династії (2500 до н. е.) там знаходився великий храм бога Ра. За фараона Рамсеса III (близько 1200 до н. е.) він перебував у розвіті і занепав у період античності. В Ані існувало священне джерело, де фараони здійснювали омовіння. В Ані приносилися жертви з білої худоби, масел, дорогоцінного дерева і молока. Головними рукотворнимим святинями вважалися два кораблі та диск бенбен як втілення самого Ра.

## Потойбічне життя

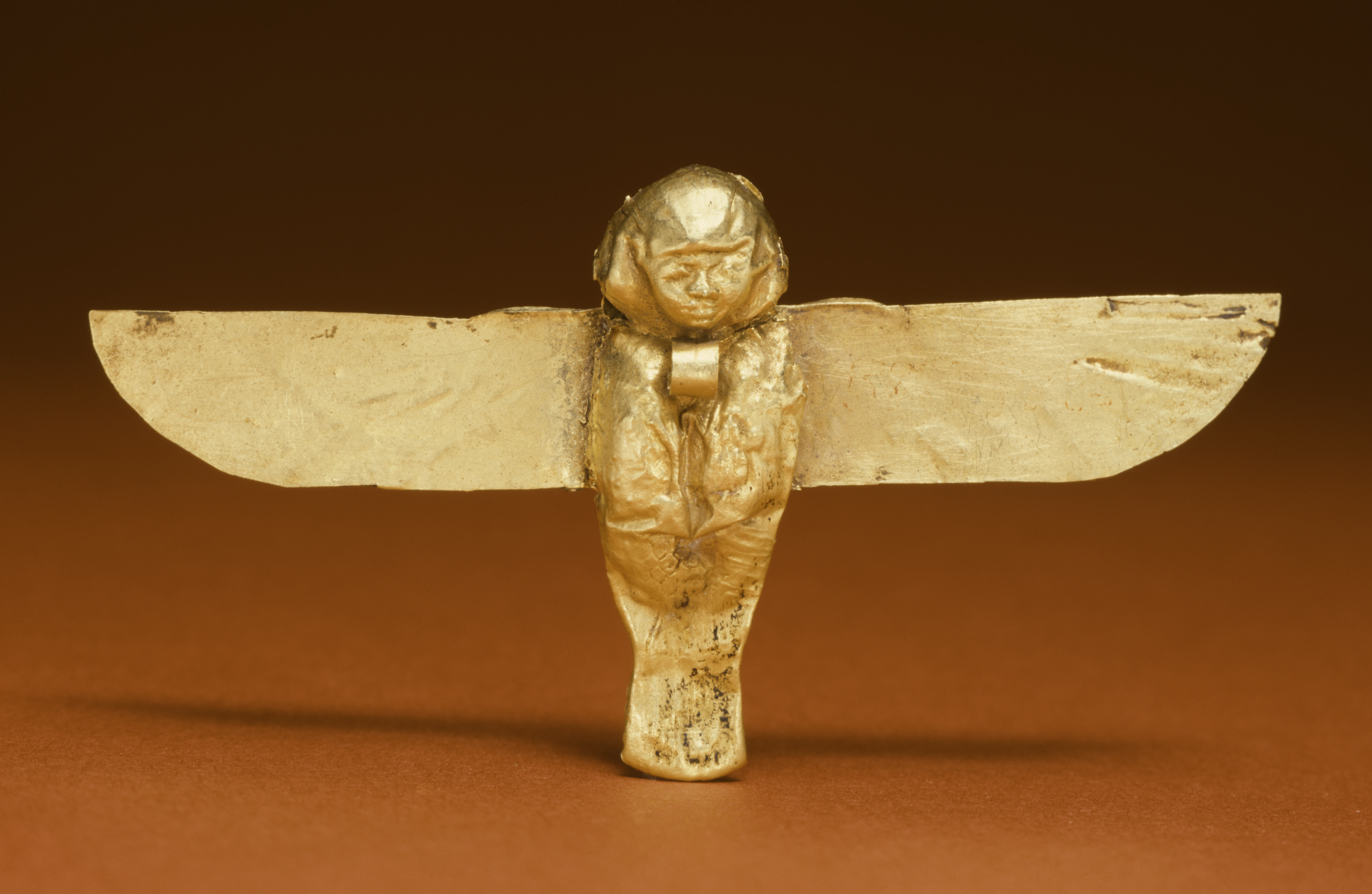
Золота фігурка Бо, частини людської душі, яка лишається при тілі після смерті. III ст. до н. е.

### Складові життя
Стародавні єгиптяни вірили в життя після смерті, яке живі повинні забезпечувати збереженням тіла і душі померлого, складеної з кількох частин. Піраміди, мастаби і гробниці різного роду споруджувалися, щоб зберігати ці складові.
Тіло
- Хат — тіло померлого, яке необхідно не тільки зберегти, а й зробити стійким до розкладу — забальзамувати, перетворивши на мумію. Єгиптяни вірили, що в потойбіччі тіло оживе після довгої подорожі душі, тому мумію слід забезпечити одягом, їжею. Після церемонії поховання перед гробницею влаштовували похоронний бенкет, а надалі здійснювали підношення і заклинання богам, щоб воскреслому не потрібно було турбуватися про себе самому. На випадок втрати тіла у похованні залишали статую чи інше зображення мерця, яке слугуватиме вмістилищем душі. Ідеограмою Хат була мертва риба;

Душа
- Ба — складова душі, що бувши невидимою, лишалася поряд з тілом. Зображувалася птахом з людською головою і руками;

- Ка — образ-двійник людини, подібний на її тіло, але непідвладний простору і часу. Тому Ка могла подорожувати між світом богів і гробницею, слухати молитви, приймати жертви. Єгиптяни вірили, що бачені у снах померлі — це їхня Ка. Після смерті Ка відділялася від тіла, завдяки ж молитвам возз'єднувалася з ним, оживляючи, якщо впізнає тіло;
- Ху — сяйво, випромінюване прославленою мумією, духовний розум;
- Аб — духовне серце, вмістилище життєвої сили тіла і джерело вчинків, добрих і злих.

Атрибути
- Рен — ім'я, яке повинно бути у кожної людини, інакше вона не зможе постати перед богами. Збереження імені, записного в гробниці, було обов'язковим, інакше померлий прирівнювався до предмета. За повір'ям, душа могла отримати нове життя, якщо хоча б єдина людина пам'ятає його чи існує принаймні один його напис;
- Шу — тінь, яка міститься в усіх речах і тілі та стає видимою при світлі. Уявлялася слугою Анубіса, що завжди супроводжує живих і мертвих;

- Сах — поняття на позначення священних останків людини, котра пройшла всі поховальні обряди.

### Потойбічний суд

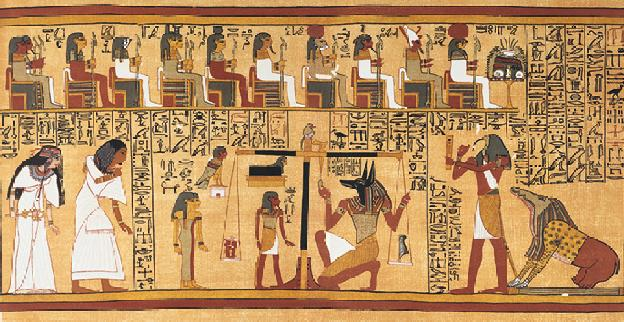
Фрагмент Книги Мертвих на папірусі: Тот і Анубіс зважують серце померлого

Подорож душі людини, складеної з різних частин, після смерті до нового життя забезпечувала Книга Мертвих — зібрання молитов і заклинань, які душа мала вимовляти, щоб оминути злих демонів і отримати захист добрих. Найдавніші екземпляри цього твору датуються епохою Середнього царства, ширше їх використовували в період Нового царства. Зміст різних копій відрізняється один від одного, кожна глава призначалася для окремого випадку подорожі. Книга Мертвих поміщалася до могили, заможні єгиптяни могли мати кілька замовлених попередньо копій, бідняки користувалися тільки найважливішими уривками.
Ідучи потойбіччям, званим Дуат, душа зустрічала різні місцини, річки, брами, вежі, де натрапляла на богів і демонів. Чіткого уявлення про ці речі не відомо. Врешті, скориставшись Книгою Мертвих, душа опинялася в Залі Двох Правд. Там на троні сидів бог Осіріс та четверо духів: Амсет, Хапі, Дуамутеф і Кебехсенуф. Душа стверджувала, що не винна в 42-х гріхах перед богинею чи богинями правди. Гор, іноді за допомоги Анубіса і Тота, зважував Аб людини на вагах, на іншій чаші яких стояв символ правди. Якщо сказане душею було правдивим, вона отримувала серце назад і набувала тіла для нового життя. Що відбувалося з душею грішника по-різному уявлялося єгиптянами. Душа не отримувала тіла і її або пожирало чудовисько Амт, чи самі судді.

### Нове життя
Виправдана воскресла людина вирушала до країни Поля Аулу (Іалу), життя в якій нагадувало земне. Її жителі їли і пили, полювали, вирощували врожаї, розважалися, підносили пожертви богам. Проте Поля Аулу були надзвичайно родючими, а пожертвувані живими їжа, пиття і одяг вирушали в цю країну. Разом з вельможами іноді ховали їхніх слуг, щоби ті прислуговували і в потойбічному житті. Ці поховання часто робилися дуже пишними, що мало б гарантувати воскресіння, а ті відповідно віддячували своєю службою хазяїну. З Дванадцятої династії в могили клалися фігурки ушебті, які мусили ожити і робити те, що записувалося на їхніх поверхнях.
Хрест з петлею «Анх» символізував це майбутнє життя з трьома його атрибутами: мир, блаженство і безтурботність.